# حرشف (تشريح حشرات)

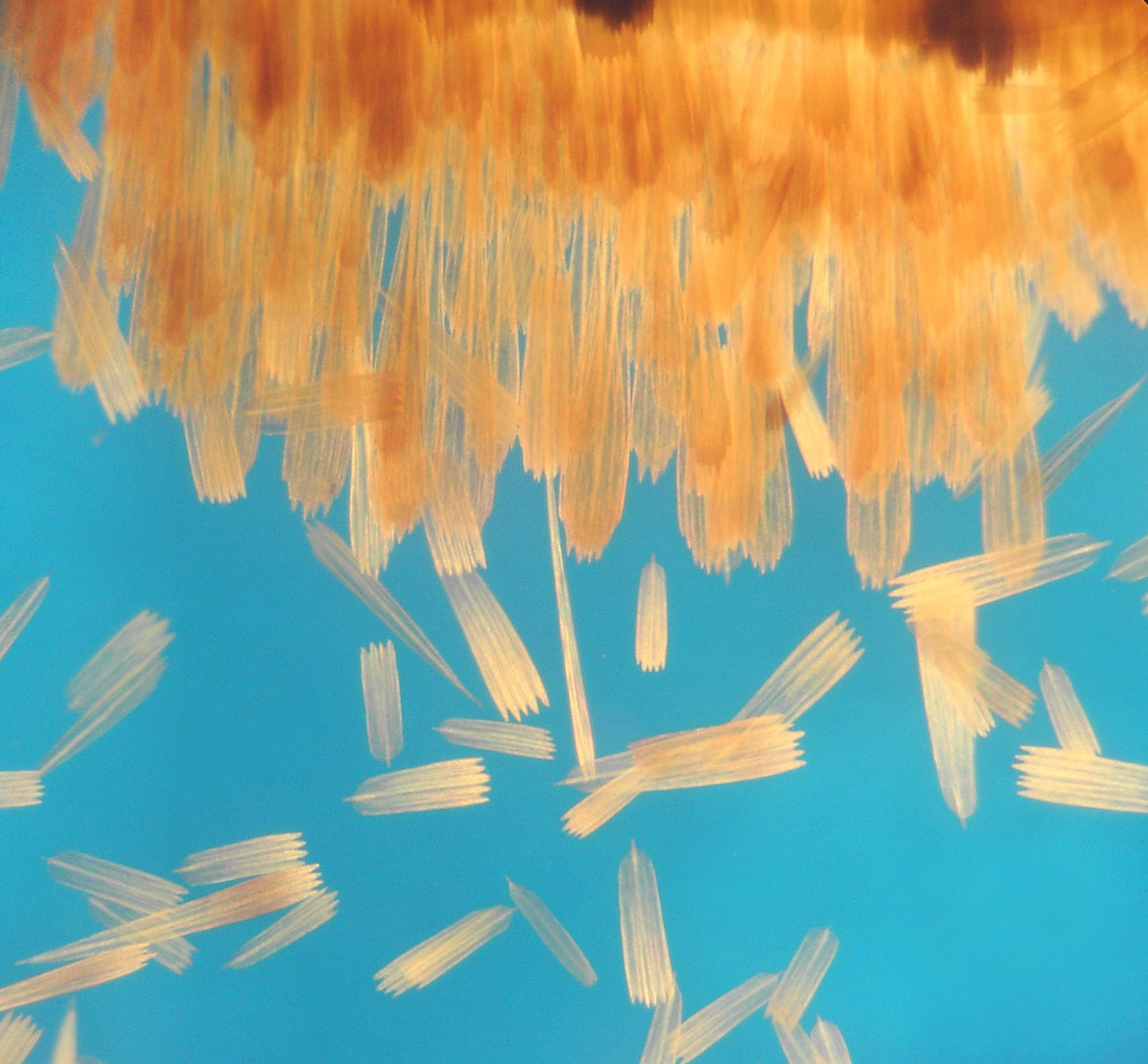
الحراشيف تُكون اللون والنمط على الأجنحة. الحراشيف المعروضة هنا تعتبر رقائقية.

حرشف أو حَرْشفة الجناح توجد الحراشيف (القشور) على أجنحة حرشفيات الإجنحة التي تشمل كلآً من العث والفراشات وهو أهم مايميز هذا النوع من الحشرات. تعد حراشف أجنحة حرشفيات الأجنحة دقيقة وصغيرة جداً وهذه الخاصية هي ما اعطت الاسم لهذا النوع من الحشرات. تغطي الحراشيف الرأس وأجزاء من الصدر والبطن وكذلك أجزاء من الأعضاء التناسلية أيضاً.